# Teriparatidă
Teriparatida (cu denumirea comercială Forsteo si Movymia) este o formă de parathormon (hormon paratiroidian), format din primii 34 de aminoacizi N-terminali ai parathormonului, fiind utilizat în tratamentul osteoporozei. Este utilizat ca agent anabolizant (promovează formarea de țesut osos). Calea de administrare disponibilă este cea subcutanată.
Teriparatida a fost aprobată pentru uz medical în Uniunea Europeană în anul 2003.

## Utilizări medicale
Teriparatida este utilizată în tratamentul osteoporozei la femei în perioada de post-menopauză și la bărbați cu risc crescut de fractură și în tratamentul osteoporozei asociate tratamentului sistemic susținut cu glucocorticoizi, la femei și bărbați cu risc crescut de fractură.